# Dajo Hogeweg
Dajo Hogeweg (Middenbeemster, 12 november 1990) is een Nederlands acteur die bekend is geworden met zijn rol als de zevenjarige Jelle in de televisieserie De Daltons.

## Biografie
In 1999 had hij zijn eerste rol in de bekroonde kinderserie De Daltons van regisseur Rita Horst, waarin hij als Jelle te zien is. Daarna bleef het stil rond hem en had hij enkele rolletjes in Nederlandse televisieseries. Op 18 november 2007 was hij samen met Matthijs van de Sande Bakhuyzen en Mick Mulder, respectievelijk zijn oudere en jongere broer in De Daltons, te gast in het programma Mooi! Weer De Leeuw van Paul de Leeuw. Daarin vertelden de acteurs over de vervolgserie De Daltons, de jongensjaren, die tussen november 2007 en januari 2008 tien weken lang werd uitgezonden. In de serie speelden dezelfde acteurs mee als zeven jaar eerder.
In 2009 speelt hij in de telefilm Taartman de rol van Sebastiaan.
Dajo volgt sinds 2009 de opleiding Bos en Natuurbeheer in Velp.

## Filmografie
- 1999 - De Daltons - Jelle
- 2003 - Dajo - Rutger
- 2003 - Verder dan de maan - Kind
- 2004 - Zoenen of Schoppen - Bruno
- 2007 - De Daltons, de jongensjaren - Jelle
- 2008 - Skin - Medegevangene
- 2009 - Taartman - Sebastiaan
- 2013 - Flikken Maastricht - rol onbekend (aflevering 7.05 Copycat)